# Jonas Noring
Jonas Noring, född 19 maj 1755 i Skara, död 4 februari 1823 på Ranåker, Skånings-Åsaka socken, Skaraborgs län, var en svensk diplomat och målare.
Han var son till överhovpredikanten Lars Noring och Theophila Unge samt från 1792 gift med Sophia Maria Lamberg och far till Clementine Wallin, Alexis Noring och Timoleon Noring. Efter studier i Uppsala ingick han i Kanslikollegium där han 1780 befordrades till kopist och 1782 till kanslist. Han utnämndes 1784 till kommissionssekreterare i Haag och förflyttades till liknande tjänst i Paris 1786. Tillsammans med orientalisten Mattias Norberg reste han 1777 på en längre utlandsresa där hans intresse för konst och vetenskap väcktes. På Gustav III:s uppmaning samlade han under resan in artistiska och litterära märkvärdigheter. Resan gick genom Frankrike, Spanien, Portugal och Italien. Hans samlade avskrifter ur urkunder som till störta delen består av texter från svenska missionsarkiv finns bevarade vid Uppsala universitetsbibliotek. Efter att han erhållit avsked som expeditionssekreterare 1788 bosatte han sig på Ranåker där han var verksam med vetenskapliga studier och måleri fram till sin död.
Noring finns representerad vid Norrköpings konstmuseum.